# Boris Demidovich
Boris Pavlovich Demidovich (en ruso: Борис Павлович Демидович; en bielorruso: Барыс Паўлавіч Дземідовіч; Navahrudak, 2 de marzo de 1906 – Moscú, 23 de abril de 1977) fue un matemático soviético y bielorruso.

## Familia y primeros años
Demidovich nació en una familia de profesores.
Su padre, Pavel (1871 – 1931), pudo obtener una educación superior, graduándose en 1897 en la Universidad de Vilnius. Pavel Demidovich fue profesor durante toda su vida, primero enseñando en distintas ciudades de las provincias de  Minsk y  Vilnius, y luego en Minsk. Estaba muy apegado a su familia y a las creencias y rituales bielorrusos. También registró algunas obras literarias anónimas de la tradición bielorrusa.
La madre de Demidovich, Olympia Platonovna Demidovich (1876 – 1970), hija de un sacerdote, también había sido profesora antes de casarse, pero decidió jubilarse para criar a sus hijos. Boris Demidovich tenía tres hermanas: Zinaida, Evgeniia, Zoya y un hermano menor, Paul.
Después de graduarse en 1923, Demidovich asistió a la rama físico-matemática de la facultad de enseñanza, que se había creado en 1921, en la Universidad Estatal de Bielorrusia. Obtuvo su título en 1927 y fue recomendado a la facultad de posgrado de matemáticas superiores, pero Demidovich no lo consideró como una posibilidad y se fue a trabajar a Rusia en su lugar.

## Vida professional
Durante cuatro años, Demidovich trabajó como profesor de matemáticas en escuelas secundarias de las regiones de Smolensk y Bryansk. Después de leer casualmente un anuncio en un periódico local, se mudó a Moscú y, en 1931, dio clase en una escuela de posgrado del Instituto de Investigación de Matemáticas y Mecánica de la Universidad Estatal de Moscú. Al final de este corto periodo, obtuvo la cátedra de profesor en el Instituto de Transporte y Economía NKPS, y enseñó allí en el Departamento de Matemáticas en 1932–1933.
Al mismo tiempo, en 1932, Demidovich se convirtió en estudiante de posgrado en el Instituto de Matemáticas de la Universidad Estatal de Moscú, después de ganar una competición. Como estudiante de posgrado, Demidovich empezó a trabajar bajo la dirección de Andrey Nikolaevich Kolmogorov en la teoría de funciones de variable real.
Kolmogorov vio que Demidovich estaba interesado en los problemas de ecuaciones diferenciales y lo invitó a unirse a él en el estudio de la teoría cualitativa de ecuaciones diferenciales ordinarias bajo la dirección de Vyacheslav Stepanov.
Después de graduarse, en 1935, Demidovich trabajó durante un semestre en el Departamento de Matemáticas del Instituto para la industria del cuero. Y, desde febrero de 1936, por invitación de LA Tumarkin, ocupó el cargo de subdirector de análisis matemático de la Facultad de Mecánica y Matemáticas de la Universidad Estatal de Moscú. Hasta su muerte siguió siendo un miembro permanente del personal. En 1935, en la Universidad de Moscú, Demidovich defendió su tesis doctoral, "Sobre la existencia del invariante integral en un sistema de órbitas periódicas" y al año siguiente obtuvo el grado de Doctor.
En 1938, Demidovich obtuvo el rango de profesor asistente de análisis matemático en el Mehmat UEM. En 1963, VAK le otorgó el grado de Doctor en ciencias físicas y matemáticas, y en 1965 Demidovich obtuvo el grado de profesor en el departamento de análisis matemático del Mehmat UEM. En 1968, el Presidium del Consejo Supremo de Rusia otorgó a Demidovich el título honorífico de "Científico meritorio de la RSFSR".
Demidovich murió repentinamente el 23 de abril de 1977 de insuficiencia cardiovascular aguda.

## Actividad científica
Algunas áreas en las que trabajó Demidovich son:
- sistemas dinámicos con invariantes integrales;
- soluciones periódicas y cuasi-periódicas de ecuaciones diferenciales ordinarias;
- soluciones limitadas de ecuaciones diferenciales ordinarias;
- sostenibilidad de las ecuaciones diferenciales ordinarias, en particular la estabilidad orbital de los sistemas dinámicos.

Junto con las actividades científicas y educativas en la UEM, BP Demidovich enseñó simultáneamente en varias universidades líderes en Moscú (MVTU, NE Bauman, la Academia de Ingeniería Militar, F.E. Dzerzhinsky, etc.). Su experiencia como docente se refleja en los libros que escribió sobre análisis matemático, que fueron traducidos a muchos idiomas extranjeros.
Demidovich fue invitado a menudo a los comités organizadores de conferencias científicas y cooperó activamente con el personal editorial de varias revistas matemáticas ("Ecuaciones diferenciales", RJ "Matemáticas").